# Oberneukirchen (Ausztria)
Oberneukirchen település Ausztriában, Felső-Ausztria tartományban, az Urfahrkörnyéki járásban. Tengerszint feletti magassága 774 méter, területe 34,55 km².

## Elhelyezkedése
Oberneukirchen Helfenberg, Vorderweißenbach, Bad Leonfelden, Zwettl an der Rodl, Eidenberg, Herzogsdorf és Sankt Veit im Mühlkreis településekkel határos.

## Népesség
| 2016 | 3 157 |
| 2018 | 3 202 |